# Nuneaton and Bedworth
Nuneaton and Bedworth est un district non-métropolitain du Warwickshire, en Angleterre. Il comprend les villes de Nuneaton et Bedworth et le village de Bulkington. Sa population en 2010 est estimée à 122 200 habitants.
Il jouxte les districts de Rugby à l'est et de North Warwickshire à l'ouest. Au sud, il est voisin des Midlands de l'Est et, au nord, du Leicestershire.
Le district est créé le 1er avril 1974, par le Local Government Act de 1972. Il est issu de la fusion du district municipal de Nuneaton et du district urbain de Bedworth. Initialement nommé Nuneaton, il a changé de nom à l'initiative des habitants de Bedworth en 1980.

## Source
- (en) Cet article est partiellement ou en totalité issu de l’article de Wikipédia en anglais intitulé « Nuneaton and Bedworth » (voir la liste des auteurs).